# أوليفر ويب
أوليفر ويب (بالإنجليزية: Oliver Webb) هو سائق سباق بريطاني، ولد في 20 مارس 1991 في مانشستر في المملكة المتحدة.

## وصلات خارجية
- الموقع الرسمي
- أوليفر ويب على موقع DriverDB.com (الإنجليزية)